# Лимозано
Лимозано (итал. Limosano) је насеље у Италији у округу Кампобасо, региону Молизе.
Према процени из 2011. у насељу је живело 669 становника. Насеље се налази на надморској висини од 629 м.

## Становништво
| 1936. | 1951. | 1961. | 1971. | 1981. | 1991. | 2001. | 2011. |
| ----- | ----- | ----- | ----- | ----- | ----- | ----- | ----- |
| 2.979 | 2.954 | 2.229 | 1.337 | 1.083 | 992   | 926   | 826   |